# 沃尔夫冈·保罗 (足球运动员)
沃尔夫冈·保罗（德語：Wolfgang Paul，1940年1月25日—），德国前男子足球运动员，场上位置是后卫。他曾代表西德国家队参加1966年国际足联世界杯，结果队伍获得亚军。